# Tarsila do Amaral
Tarsila do Amaral (Capivari, 1 de septiembre de 1886-São Paulo, 17 de enero de 1973) fue una pintora brasileña, la más representativa del movimiento modernista de su país. Fue autora de 272 pinturas, 6 murales y alrededor de 1300 dibujos.

## Biografía
Tarsila do Amaral nació en Capivari, Brasil en 1886. Sus padres eran Lydia Dias de Aguiar y José do Amaral Stanislaus. Su abuelo paterno, conocido como “O Millonario”, era un rico empresario y hacendado. Estudió en el Colegio Sion de la ciudad de São Paulo. En 1902, ella y su hermana viajaron a Europa con sus padres, que las dejaron internadas en el Colegio del Sagrado Corazón, en Barcelona. Dos años más tarde Tarsila regresó a Brasil y se casó con un primo de su madre, André Teixeira Pinto, con quien tuvo a su única hija, Dulce. En 1913 se separaron y se trasladó a São Paulo. Con Oswald de Andrade se casó en 1926, separándose en 1930.[cita requerida]

## Trayectoria
Tarsila do Amaral es la pintora más de la primera fase del movimiento modernista brasileño, su cuadro Abaporu, de 1928, inauguró el Movimiento Antropofágico en los artistas plásticos del país.
En 1916 empezó a trabajar en el taller del escultor sueco William Zadig y en los años siguientes estudió dibujo y pintura con el maestro académico Pedro Alexandrino y más tarde con el artista alemán George Elpons. La producción inicial de Tarsila se limitó a estudios de animales o bodegones y a bocetos de retratos, que recopiló en cuadernos de apuntes.
En 1920 viajó a París y frecuentó la Académie Julien, donde recibió la orientación de Émile Renard. En Francia, conoció a Fernand Léger y participó del Salón Oficial de los Artistas Franceses de 1922, desarrollando técnicas influenciadas por el cubismo. De vuelta a Brasil el mismo año, se unió a Anita Malfatti, Menotti del Picchia, Mário de Andrade y Oswald de Andrade, formando el llamado Grupo de los Cinco, que defendía las ideas de la Semana de Arte Moderno y se colocó al frente del movimiento modernista en el país.
En 1926 realizó su primera exposición individual, en la Galería Percier, en París. A partir de entonces, sus obras adquirieron fuertes características primitivistas y nativistas. Es característico de esta época su cuadro Abaporu, que sirvió de inspiración al movimiento antropofágico, pudiendo considerarse incluso el primer manifiesto antropófago.
En 1933, pasó a desarrollar una pintura más conectada a temas sociales, de la cual son ejemplos las telas Obreros y Segunda Clase. Expuso en las dos primeras Bienales de São Paulo y ganó una retrospectiva en el Museo de Arte Moderno de São Paulo (MAM) en 1960. Se le dedicó una sala especial en la Bienal de São Paulo de 1963 y, el año siguiente, se presentó en la 32ª Bienal de Venecia.
Tarsila do Amaral fue llevada al cine y la televisión, interpretada por Ester Góes en la película Eternamente Pagu (1987), y por Eliane Giardini en las miniseries Um Só Coração (2004) y JK (2006).
El MoMA inauguró una exposición de su obra, siendo la primera artista latinoamericana y la octava retrospectiva a nivel latinoamericano después de Diego Rivera, Cândido Portinari, Roberto Matta, Manuel Álvarez Bravo, Armando Reverón, José Clemente Orozco y Joaquín Torres García.

## Obras
- Pátio com Coração de Jesus (Ilha de Wright) - 1906
- A Espanhola (Paquita) - 1922
- Chapéu Azul - 1922
- Margaridas de Mário de Andrade - 1922
- Árvore - 1922
- O Passaporte (Portrait de femme) - 1922
- Retrato de Oswald de Andrade - 1922
- Retrato de Mário de Andrade - 1922
- Estudo (Nu) - 1923
- Manteau Rouge - 1923
- Rio de Janeiro - 1923
- A Negra - 1923
- Caipirinha - 1923
- Estudo (La Tasse) - 1923
- Figura em Azul (Fundo com laranjas) - 1923
- Natureza-morta com relógios - 1923
- O Modelo - 1923
- Pont Neuf - 1923
- Rio de Janeiro - 1923
- Retrato azul (Sérgio Milliet) - 1923
- Retrato de Oswald de Andrade - 1923
- Autorretrato - 1924
- São Paulo (Gazo) - 1924
- A Cuca - 1924
- São Paulo - 1924
- São Paulo (Gazo) - 1924
- A Feira I - 1924
- Morro da Favela - 1924
- Carnaval em Madureira - 1924
- Anjos - 1924
- EFCB (Estrada de Ferro Central do Brasil) - 1924
- O Pescador - 1925
- A Família - 1925
- Vendedor de Frutas - 1925
- Paisagem com Touro I - 1925
- A Gare - 1925
- O Mamoeiro - 1925
- A Feira II - 1925
- Lagoa Santa - 1925
- Palmeiras - 1925
- Romance - 1925
- Sagrado Coração de Jesus I - 1926
- Religião Brasileira I - 1927
- Manacá - 1927
- Pastoral - 1927
- A Boneca - 1928
- O Sono - 1928
- O Lago - 1928
- Calmaria I - 1928
- Distância - 1928
- O Sapo - 1928
- O Touro - 1928
- O Ovo (Urutu) - 1928
- A Lua - 1928
- Abaporu - 1928
- Cartão Postal - 1928
- Antropofagia - 1929
- Calmaria II - 1929
- Cidade (A Rua) - 1929
- Floresta - 1929
- Sol Poente - 1929
- Idílio - 1929
- Distância - 1929
- Retrato do Padre Bento - 1931
- Operários - 1933
- Segunda Classe - 1933
- Crianças (Orfanato) - 1935/1949
- Costureiras - 1936/1950
- Altar (Reza) - 1939
- O Casamento - 1940
- Procissão - 1941
- Terra - 1943
- Primavera - 1946
- Estratosfera - 1947
- Praia - 1947
- Fazenda - 1950
- Porto I - 1953
- Procissão (Painel) - 1954
- Batizado de Macunaíma - 1956
- A Metrópole "'- 1958
- Urutu - 1923
- Passagem de nível III - 1965
- Porto II - 1966
- Religião Brasileira IV - 1970